# Eobrontozaur
Eobrontozaur (Eobrontosaurus yahnahpin) – zauropod z rodziny diplodoków (Diplodocidae); jego nazwa znaczy "pradawny brontozaur".
Żył w epoce późnej jury (ok. 154-151 mln lat temu) na terenach Ameryki Północnej. Długość ciała ok. 21-26 m, wysokość ok. 6 m, masa ok. 30-35 t. Jego szczątki znaleziono w USA (w stanie Wyoming).
Jest to rodzaj zauropoda podobny do apatozaura, lecz od niego prymitywniejszy. Początkowo był klasyfikowany jako Apatosaurus yahnaphin, lecz w 1998 r. został przez Jamesa i Redmana uznany za odrębny rodzaj i nazwany Eobrontosaurus yahnahpin.